# 29 Dywizjon Artylerii Ciężkiej (1939)
29 dywizjon artylerii ciężkiej (29 dac) – pododdział artylerii ciężkiej Wojska Polskiego.
Dywizjon nie występował w pokojowej organizacji wojska. Został sformowany w sierpniu 1939 roku, w Łodzi, przez 4 pułk artylerii ciężkiej z przeznaczeniem dla 29 Dywizji Piechoty.
W jego skład weszły dwie z trzema działami baterie: armat 105 mm i haubic 155 mm.

## 29 dac w kampanii wrześniowej

### Mobilizacja
Zmobilizowany w okresie 24-27 sierpnia 1939 r. Z uwagi na otrzymane z poboru niewłaściwe konie i uprząż dla artylerii ciężkiej doszło do opóźnienia w osiągnięciu gotowości marszowej. Do 31 sierpnia pozostawał w rejonie Łodzi prowadząc szkolenie powołanych rezerwistów i zgrywanie zaprzęgów. 31 sierpnia w godzinach popołudniowych odmaszerował do miejsca koncentracji macierzystej 29 Dywizji Piechoty w rejonie Lubochni.

### Działania bojowe
Rano 2 września 1939 roku 29 dac dotarł do rejonu koncentracji 29 Dywizji Piechoty w rejonie Lubochnia. Na rozkaz dowódcy Armii "Prusy" wraz ze swoją dywizją nocą 2/3 września przemaszerował w rejon nadleśnictwa Błogie, kolonia Grabowa, Unewal.  Kolejnej nocy przeszedł z dywizją do rejonu Sulejów – Dąbrowa nad Pilicą i Czarną. W nocy z 5 na 6 września dywizjon, podobnie jak i inne oddziały dywizji maszerował w zamieszaniu zmieniających się rozkazów w kolumnie za 76 pułkiem piechoty. W trakcie marszu po szosie Sulechów-Przygłów, łącznicy skierowali 29 dac do nowego miejsca koncentracji 29 DP, do lasów w rejonie Koła. 6 września dywizjon rozwinął stanowiska ogniowe, w tym rejonie z kierunkiem ostrzału na Piotrków i Sulejów. 29 dywizjon otrzymał rozkaz przeprawienia się na drugi brzeg Pilicy, w rejon Smardzewice-Twarda. Wieczorem przeprawiono dywizjon po moście w Tomaszowie Mazowieckim, w trakcie zamieszania na przeprawie od dywizjonu odłączyła się 1 bateria armat.  
Rano 7 września dywizjon skierowano do lasów w rejonie Brudzewic, gdzie zbierały się oddziały 29 DP. Z rozkazu dowództwa Armii "Prusy" Pozostałość 29 DP miała maszerować w kierunku Wisły na przeprawę w Maciejowicach. Rano 8 września 29 dac (bez 1 baterii) osiągnął rejon Odrzywołu. Ok. godz.13.00 dowództwo 29 DP zostało zaatakowane przez niemiecki podjazd pancerno-motorowy, dowództwo jak i oddziały zostały częściowo rozproszone. Prawdopodobnie większość 29 dac, w rejonie Cecylówki dołączyła do zgrupowania ppłk. Grafa i wraz z nim w ciągłych walkach przedzierał się ku Wiśle. Dalsze losy jego nie są znane. 1 bateria armat pomimo wysiłków nie dołączyła do macierzystego dywizjonu i maszerowała bocznymi drogami trasą odwrotu 29 DP. W rejonie Odrzywołu bateria została dwukrotnie zbombardowana i w większości rozproszona. Z pozostałości żołnierzy ppor. Dyżewski sformował nowe obsługi i zaprzęgi, likwidując tabor, pomaszerował z wszystkimi armatami ku Wiśle. Na przeprawie w bród na Wiśle wyczerpani ludzie i konie nie byli w stanie przetoczyć ciężkich armat, w wyniku czego armaty zostały zatopione w rzece. Resztki baterii przeprawiły się przez Wisłę nocą 14/15 września i dołączyły do pozostałości dywizjonu II/29 pal, uzupełniając jego obsługi. Wraz z II/29 pal pomaszerowano trasą Wilga, Natolin, Osieck, Dąbrówka, Otwock do Falenicy. 19 września zebrane jednostki WP stoczyły całodzienną walkę, w efekcie ppor. Dyżewski został ranny, większość żołnierzy dostała się do niewoli. Nieliczni przedarli się do Warszawy. 

### Organizacja i obsada personalna
- Dowódca dywizjonu - mjr Henryk Bełdycki[4]
- dowódca 1 baterii armat - ppor. Aleksander Jan Dyżewski[5]
  - oficer zwiadowczy - ppor. rez. Władysław Romanowski[6]
- dowódca 2 baterii haubic - por. Zbigniew Nowakowski[7]